# 摺鉢窪避難小屋

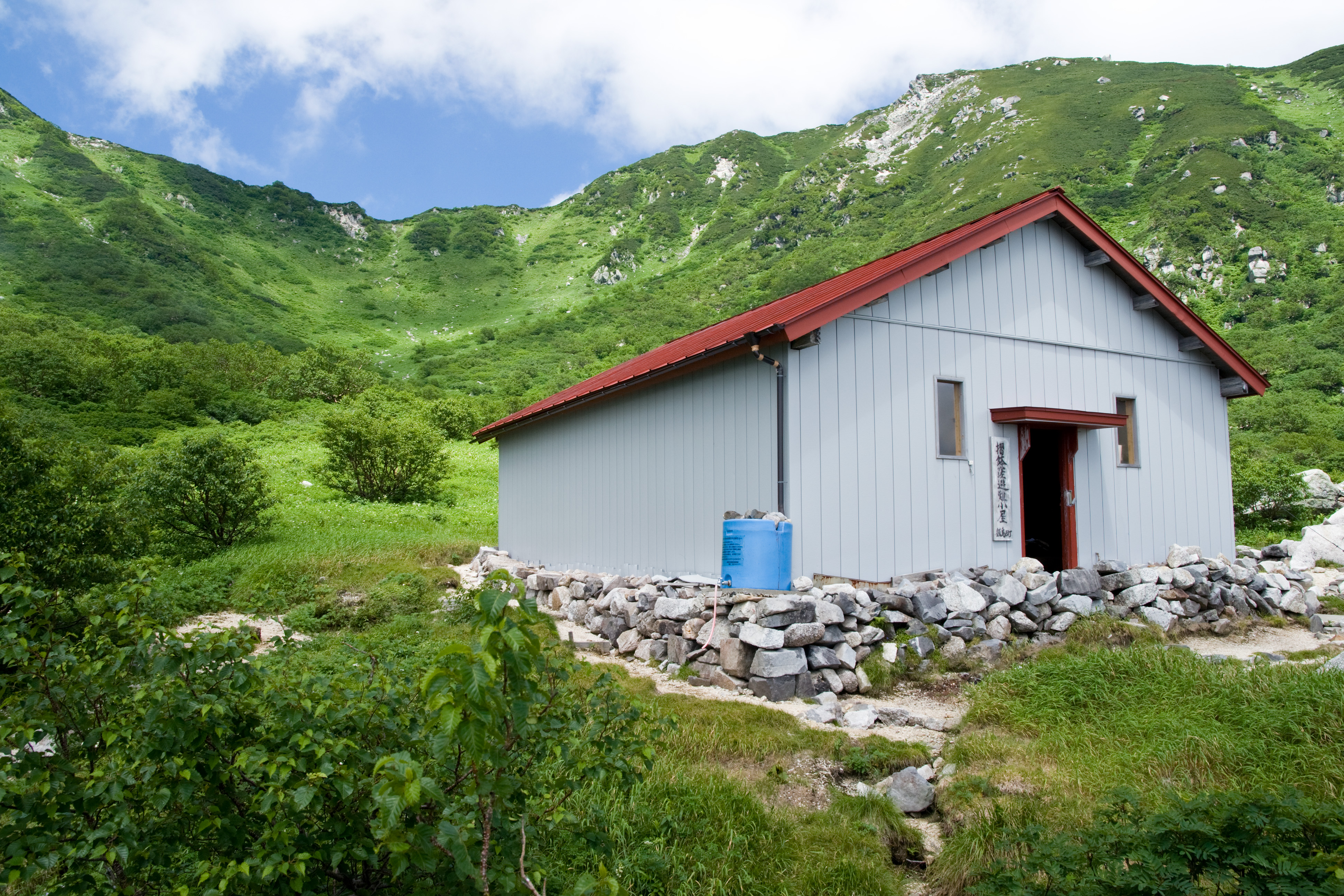
摺鉢窪避難小屋と摺鉢窪カール （2009年8月撮影）

摺鉢窪避難小屋（すりばちくぼひなんごや）は、長野県上伊那郡飯島町に位置しており、中央アルプス・南駒ヶ岳と赤椰岳の間に広がる摺鉢窪カールの底に建つ、無人の山小屋（避難小屋）である。
小屋の西側には摺鉢窪カールの花畑が広がっているが、小屋の東側は百間ナギと呼ばれる大崩壊地が広がる。

## 小屋のデータ
- 標高 -- 2,550m
- 利用可能時期 -- 通年
- 利用料金 -- 1人1000円
- 収容人数 -- 30-40人
- トイレ -- あり（屋外に1基・2003年新設）
- 水場 -- 小屋横の雨水タンク （要煮沸）

## 小屋周辺
- 摺鉢窪カール
- 百間ナギ
- 南駒ヶ岳
- 赤椰岳

## 周辺の山小屋
- 越百小屋 （越百山の西・標高2340m）
- 空木駒峰ヒュッテ （空木岳直下・標高2,790m）
- 木曽殿山荘 （木曽殿越・標高2,500m）
- 空木平避難小屋 （空木平カール・標高2,520m）